# Nikolai Dmitrijewitsch Titkow
Nikolai Dmitrijewitsch Titkow (russisch Николай Дмитриевич Титков; * 18. August 2000 in Rjasan) ist ein russischer Fußballspieler.

## Karriere
Titkow begann seine Karriere bei Master-Saturn Jegorjewsk. Zur Saison 2018/19 wechselte er in die Jugend von Lokomotive Moskau. Zur Saison 2019/20 rückte er in den Kader des Farmteams Lokomotive-Kasanka Moskau, für das er im Juli 2019 in der drittklassigen Perwenstwo PFL debütierte. Im August 2019 stand er gegen den FK Dynamo Moskau auch erstmals im Profikader Loks. Sein Debüt für die Profis gab er im September 2019 im Cup gegen Baltika Kaliningrad. In der Saison 2019/20 kam er insgesamt zu 14 Einsätzen für Kasanka in der dritten Liga, in denen er vier Tore machte.
Im Dezember 2020 debütierte er schließlich auch in der Premjer-Liga, als er am 17. Spieltag der Saison 2020/21 gegen Rubin Kasan in der 90. Minute für Wital Lissakowitsch eingewechselt wurde. Bis Saisonende kam er zu insgesamt vier Erstligaeinsätzen, für Kasanka absolvierte er 17 Drittligapartien. Zur Saison 2021/22 wurde er an den Zweitligisten FK Orenburg verliehen. In der Saison 2021/22 kam er zu 35 Einsätzen in der Perwenstwo FNL, mit Orenburg stieg er in die Premjer-Liga auf. In der Saison 2022/23 kam er zu 16 Einsätzen im Oberhaus, in der Saison 2023/24 wurde er nur noch einmal eingesetzt.
Nach drei Jahren auf Leihbasis in Orenburg wurde Titkow zur Saison 2024/25 an Zweitligist Baltika Kaliningrad weiterverliehen.